# Lochgilphead
Lochgilphead (Ceann Loch Gilb en gaélique (gd)) est une ville et ancien burgh d'Écosse, situé dans le council area d'Argyll and Bute dont elle est la capitale administrative, après avoir été celui de l'ancien district d'Argyll and Bute, au sein de la région du Strathclyde. Elle est située à une cinquantaine de kilomètres au sud d'Oban.
Elle se trouve sur les bords du Loch Gilp, qui lui donne son nom, qui est un bras du Loch Fyne. Elle est traversée par le canal de Crinan. La forêt d'Achnabreck, autour de Lochgilphead, est réputée pour abriter de nombreuses cupules.
Le siège du council area est abrité au sein du Château de Kilmory.

## Histoire
La ville a été créée en 1790, comme une étape sur la route nouvellement ouverte entre Inveraray et Campbeltown. L'ouverture du canal de Crinan a permis à Lochgilphead de devenir un bourg important rayonnant sur toute la péninsule du Kintyre. 
Des séquences du film de James Bond Bons baisers de Russie y ont été tournées.

## Personnalités
- Neil Dewar, footballeur international écossais, y est né